# Palazzo Corsini Rosselli del Turco
Palazzo Corsini-Rosselli Del Turco è un edificio storico del centro di Firenze, situato in via Maggio 50-52, zona Oltrarno. Il palazzo appare nell'elenco redatto nel 1901 dalla Direzione Generale delle Antichità e Belle Arti, quale edificio monumentale da considerare patrimonio artistico nazionale.

## Storia

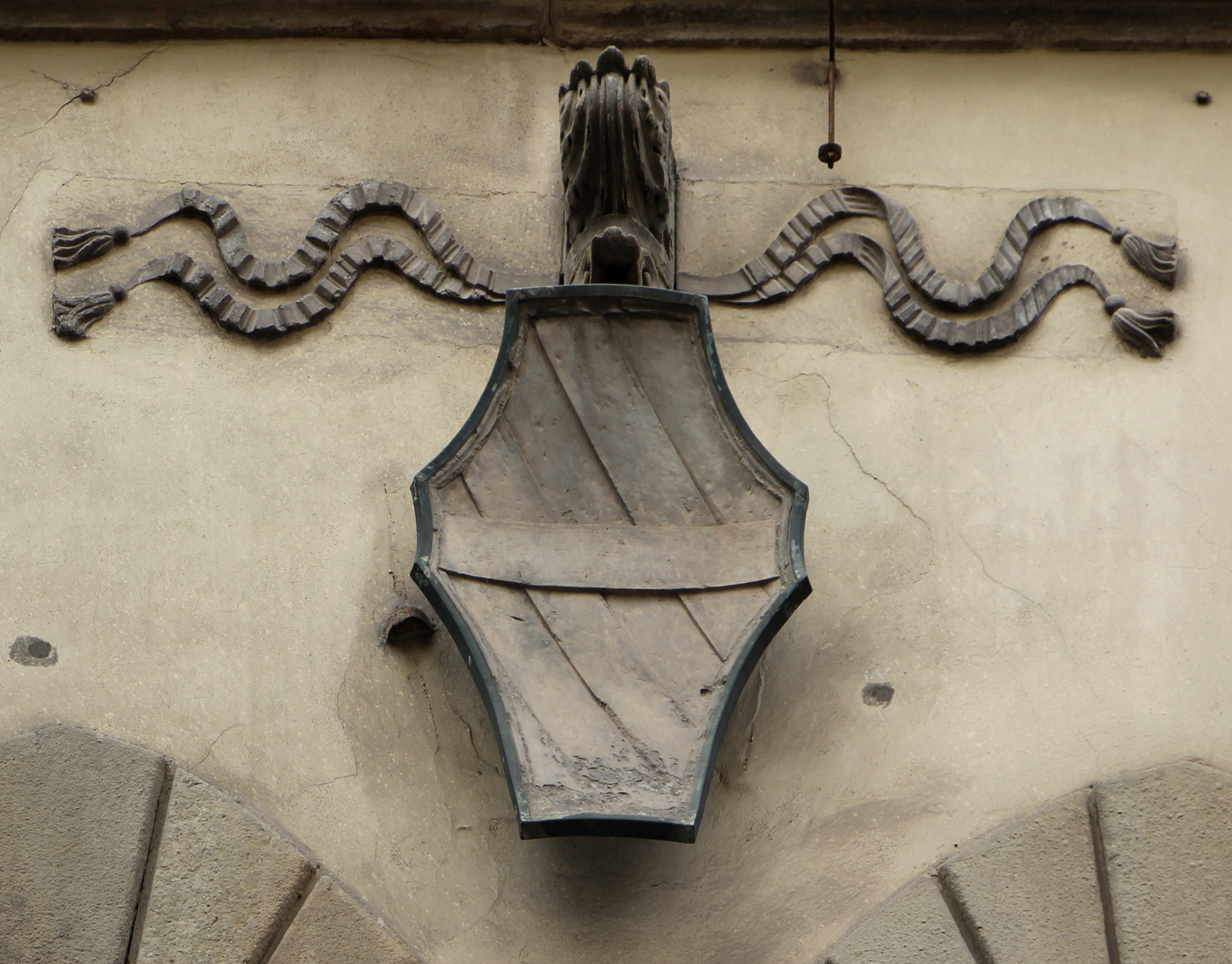
Stemma Corsini in facciata

L'edificio venne costruito per i Corsini, famiglia alla quale appartiene lo stemma al centro della facciata e che in via Maggio possedeva altre proprietà, come il vicino palazzo Corsini Suarez, prima di stabilirsi nel ben più grande palazzo Corsini al Parione e in altre proprietà. In seguito il palazzo passò ai Tosi e quindi alla famiglia Rosselli del Turco. Oggi risulta un condominio tra vari proprietari.
Annota Mazzino Fossi: "il palazzo è un notevole esempio di architettura rinascimentale ed è uno dei più importanti di via Maggio. Nel tempo ha subito varie manomissioni: al piano terreno sono stati aperti due sporti di negozio i quali, nel 1960, hanno avuto anche una maggiore accentuazione. Notevoli gli elementi architettonici anche dell'interno. Il cortile fu ripristinato nel 1932 circa con la demolizione di stanze che vi erano state ricavate".

## Descrizione

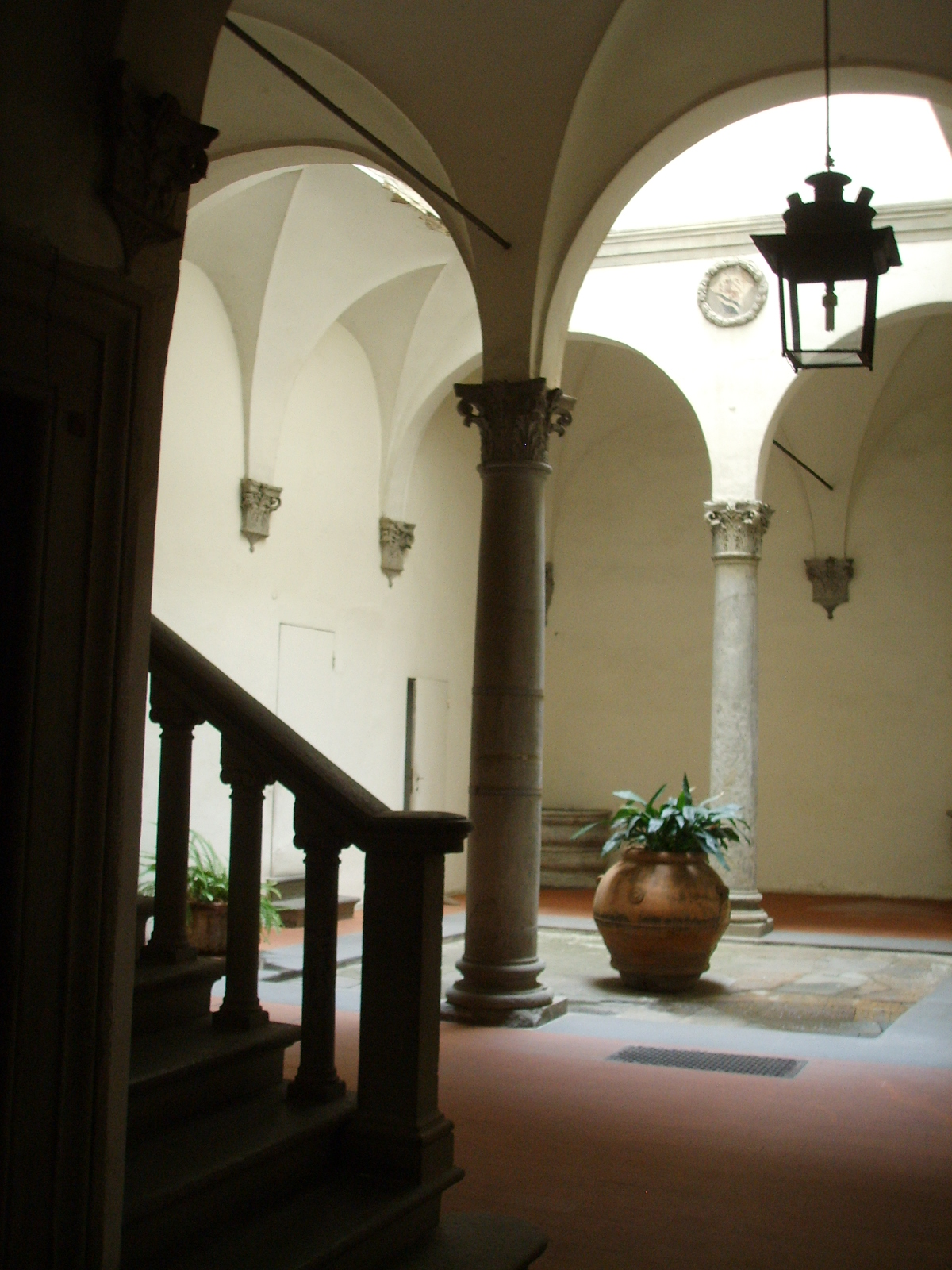
Il cortile

Nell'insieme il palazzo mostra caratteri unitari e decisamente propri della maniera cinquecentesca: presenta due portoni gemelli ai due lati del piano terreno, con cornici in pietra a bugnato disposto a raggiera, affiancati da due finestre con grata simmetriche e un'apertura per fondaco al centro. Oltre un mezzanino si sviluppano i due piani superiori, con sei assi di finestre ad arco allineate su ricorsi in pietra e profilate da cornici in pietraforte (attualmente ridimensionate a determinare aperture rettangolari), come consuetudine di modesto aggetto al primo piano, lisce al secondo. 
Al di sopra della copertura è un ulteriore volume, con una loggia ora tamponata. Al centro del piano nobile è uno scudo sorretto da nastri svolazzanti con l'arme dei Corsini (bandato di sei pezzi d'argento e di rosso, alla fascia attraversante d'azzurro). 
Dall'androne si accede a un piccolo e armonioso cortile, con porticati sui lati est e ovest, composto da una colonna in pietra serena su ciascuno dei lati maggiori, che reggono due archi a tutto sesto. Le volte a crociera poggiano su peducci con eleganti capitelli simili a quelli delle colonne. Da qui parte la scala che dà accesso ai piani superiori, con balaustra in pietra. Nel cortile è uno stemma dei Rosselli del Turco.